# Улица Гладилова (Казань)
Улица Гладилова (тат. Гладилов урамы, Gladilof uramı) — магистральная улица общегородского значения 2-го класса в историческом районе Ягодная слобода Кировского района Казани.

## География
Начинается от перекрёстка с улицами Несмелова, Краснококшайской и Пролетарской (ранее — т. н. «Эфировское кольцо»), пересекает улицы Табейкина, Иовлева, Энгельса, Алафузова и заканчивается пересечением с улицами Поперечно-Базарная, 1 Мая и Лукницкого.

## История
Улица возникла не позднее начала XIX века. Первоначально имела название Архангельская улица и относилась к 6-й части города; также называлась Алафузовской улицей, по фамилии Ивана Алафузова, которому принадлежали несколько предприятий в Ягодной слободе. 23 сентября 1924 года улице было присвоено современное название в честь Ивана Гладилова, руководителя фабзавкома на Алафузовских предприятиях в 1917 году.
В 1932 году с северной стороны улицы Гладилова, на стыке с улицами 1 Мая и Борьбы (ныне — Лукницкого) установлен памятник Владимиру Ильичу Ленину.
В 1950-е годы часть улицы попала в зону затопления Куйбышевского водохранилища и строительства Нижнезареченской дамбы.
В первые годы советской власти административно относилась к 6-й части города; после введения в городе административных районов относилась к Заречному (с 1931 года Пролетарскому, с 1935 года Кировскому) району.

## Примечательные здания и сооружения
- №1 — жилой дом кожобъединения (снесён).[19]
- №14 — промышленный корпус завода И. П. Алафузова (XIX век).[20]
- №16 — дом В. П. Сафронова (1882 год, архитектор М. К. Крылов).[20]
- №20 — дом, где в 1917 году размещался штаб Красной гвардии Алафузовских предприятий (вторая половина XIX века, снесён).[20]
- №22 — дом П. А. Свешникова (1830-е годы, архитектор Александр Шмидт).[20]
- №22а — жилой дом (вторая половина XIX века, снесён).[20]
- на месте дома №24 — Смоленско-Дмитриевская церковь[тат.].[21]
- №24 — здание школы № 81. Во время немецко-советской войны в здании располагались эвакуационные госпитали №№ 3646 и 5873.[22]
- №26 — здание начального училища[тат.] (вторая половина XIX века).[20]
- №30 — жилой дом (вторая половина XIX века, снесён).[20]
- №34 — столовая имени 10-летия образования АТССР (1930 год, архитектор Андрей Спориус).[23]
- №38 — жилой дом (вторая половина XIX века).[20]
- №46 — жилой дом И. И. Алафузова (вторая половина XIX века).[24][20]
- №48 — склады Алафузова (1890-е годы, архитектор Михаил Литвинов).[20]
- №49 — здание театра Алафузова[тат.] (конец XIX века, архитектор Лев Хрщонович[тат.]).[20]
- №52/1 — здание лечебницы при кожевенном заводе (1876 год, архитектор Иван Котелов).[20]
- №53л — дом Котелова[тат.] (1833 год, архитектор Пётр Пятницкий).[20]
- №55а — корпус Казанского льнокомбината[тат.], позднее — Казанской фабрики первичной обработки шерсти.
- у дома №55а — бюст И. И. Алафузову.[25]
- №56 — жилой дом Казанской фабрики первичной обработки шерсти (1950 год).[26]

## Транспорт
На улице расположены остановки общественного транспорта «Гладилова», «Льнокомбинат», и «1 Мая» (последняя ― на пересечении с улицами Поперечно-Базарная, 1 Мая и Лукницкого), на которых останавливаются автобусные маршруты №№ 45, 49, 53, 63, 72. Ближайшие трамвайные остановки: «Речной техникум» (на улице Несмелова), «Шоссейная» (на улице Большая Крыловка).

### Автобус
Автобусное движение по улице началось не позднее 1949 года — в то время по улице ходил автобус № 2 (площадь Куйбышева — слобода Восстания). К 1977 году через улицу ходили 5 маршрутов (№№ 18, 19, 23, 28, 43), к 1988 году — 3 (№№ 18, 19, 28), а к 2006-2007 годам — свыше 15 (№№ 11, 18, 23, 28, 34, 72, 91, 99, 104, 118, 151, 155, 165, 167, 295 и другие). После ввода новой схемы движения автобусов в Казани по улице стали ходить маршруты №№ 5, 10, 10а, 45, 49, 53, 64, 72).

### Троллейбус
Троллейбусное движение по улице Гладилова (участок от перекрёстка с улицей Серп и Молот) было открыто в 1951 году, когда через неё стал ходить троллейбус № 2 (площадь Куйбышева — улица Фрунзе). В 1953 году по небольшому участку улицы стал ходить маршрут № 3, а с 1954 года — маршрут № 4 (позже разделён на два встречно-кольцевых маршрута 4а и 4б, позднее №№ 4 и 10). В 1959–1963 годах через улицу ходил маршрут № 5. В 1970-х годах троллейбусная линия была перенесена с улицы Серп и Молот на улицу Несмелова, после чего троллейбусы стали ходить по всей длине улицы. В 2010 году в связи с демонтажем троллейбусной линии в Крыловке закрыт маршрут № 3, а ещё через три года — маршрут № 4; после закрытия маршрута № 10 троллейбусная линия по улице Гладилова не использовалась, а в 2021 году была демонтирована.

## Галерея

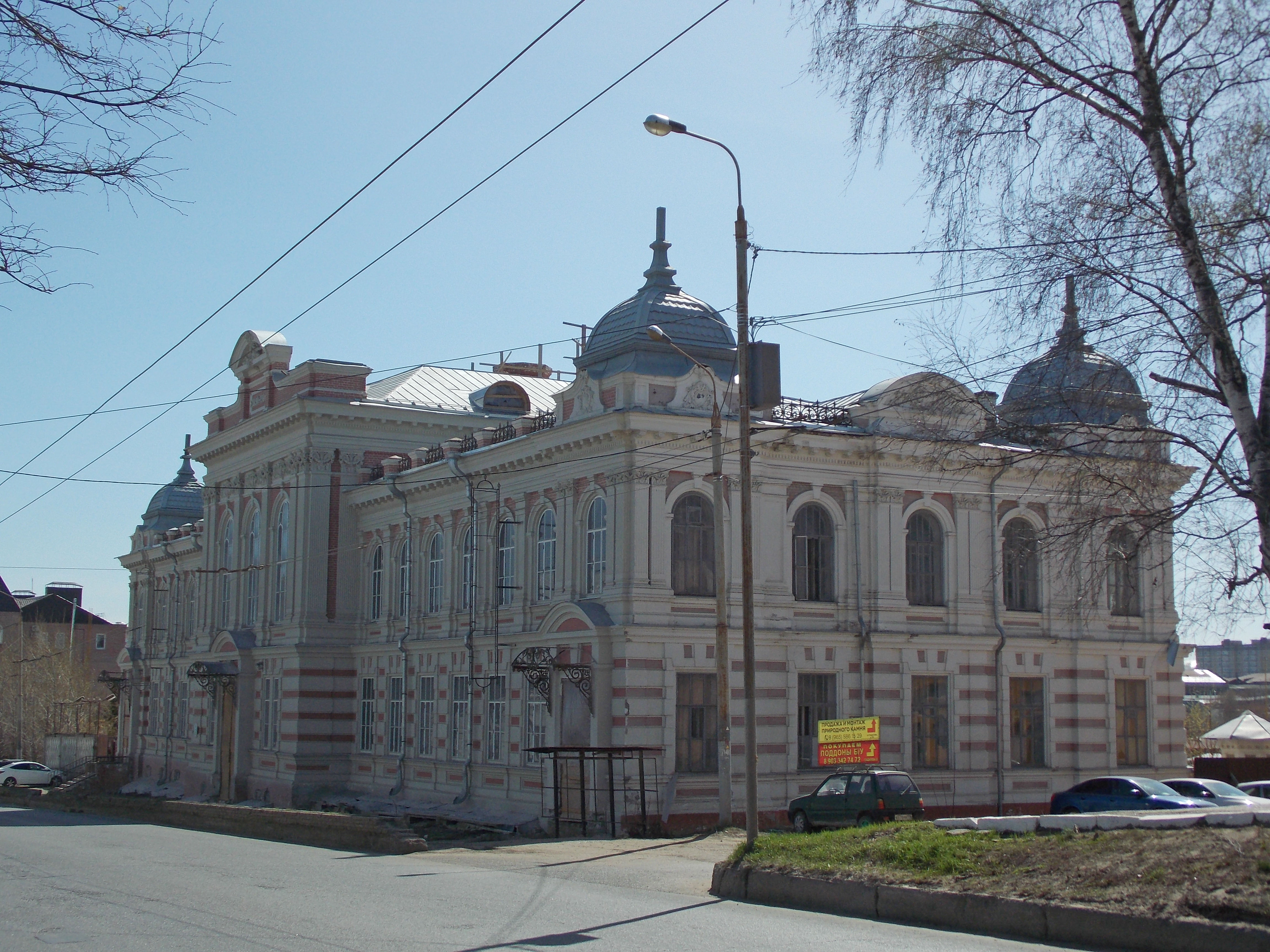
Здание Алафузовского театра
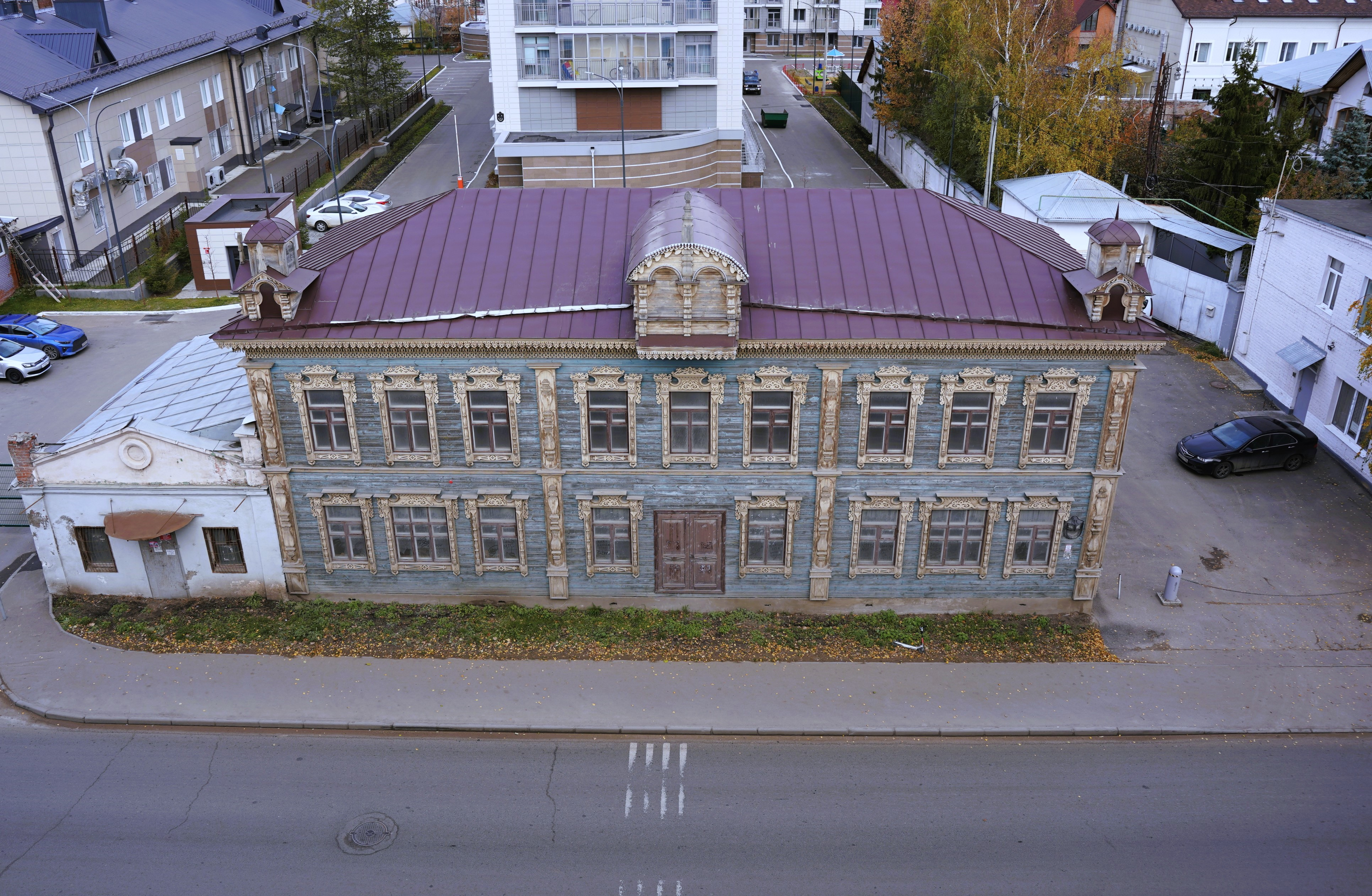
Дом Ивана Алафузова
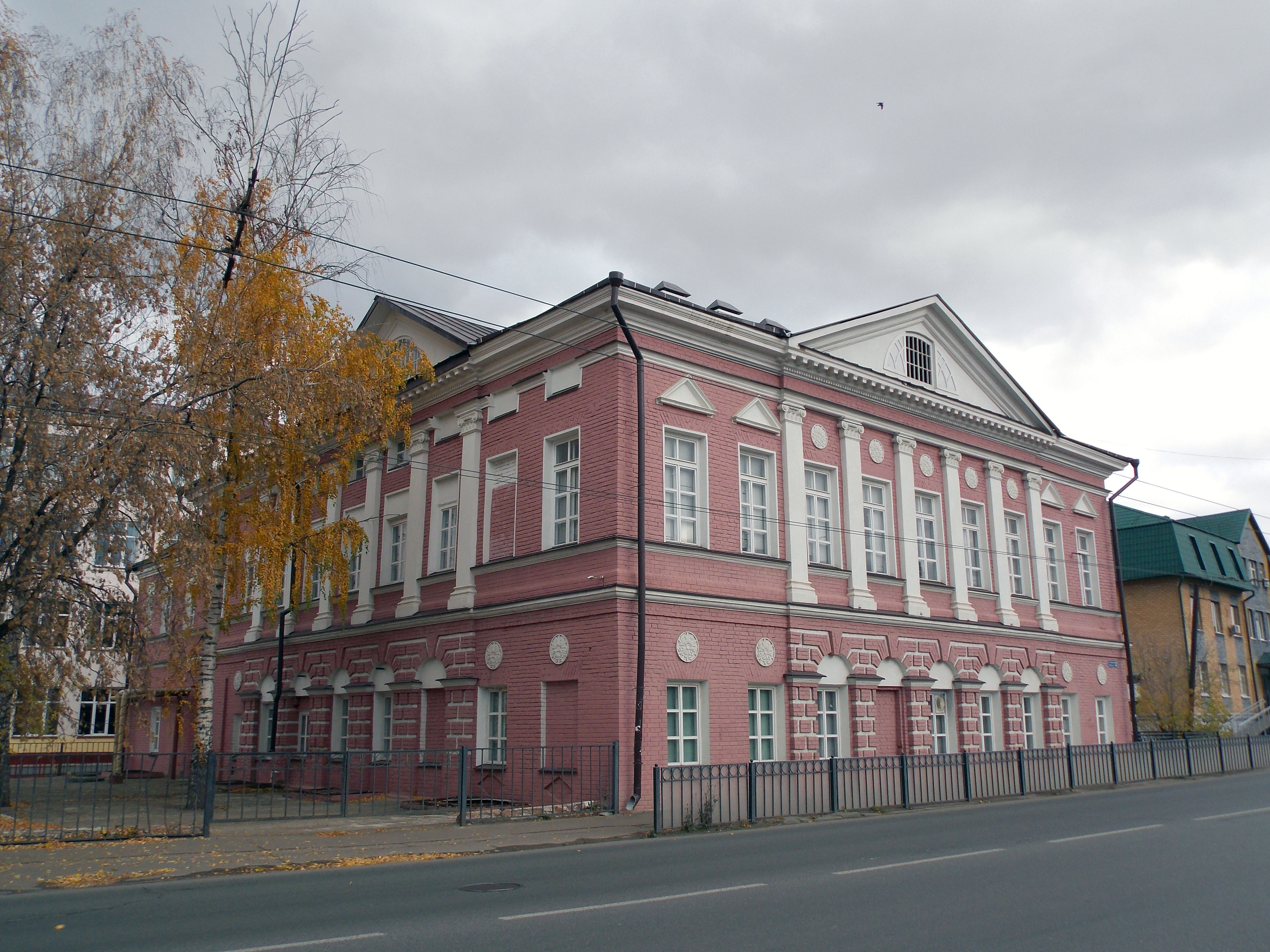
дом № 22
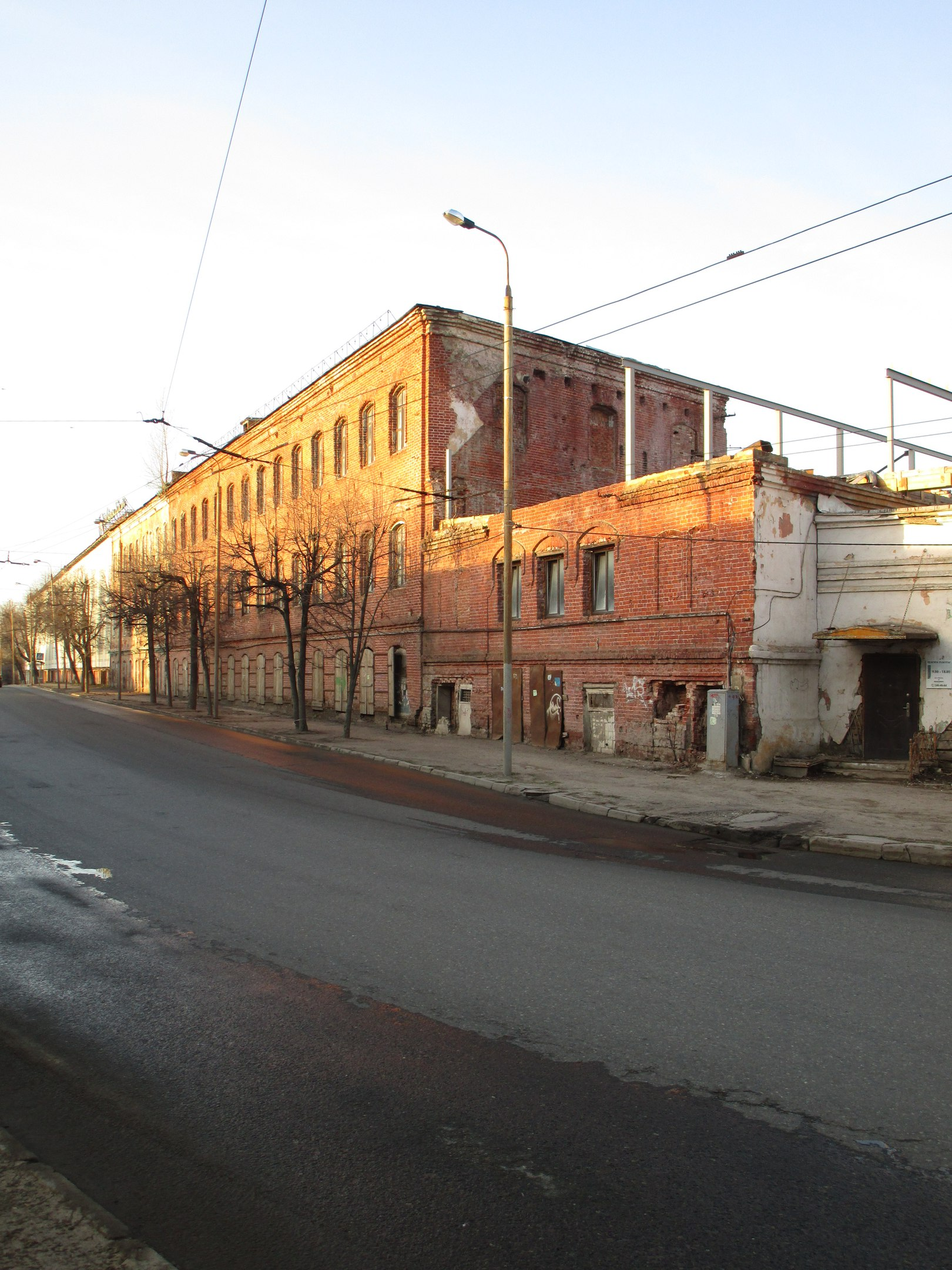
Корпус бывшего льнокомбината